# Megophrys jingdongensis
Megophrys jingdongensis es una especie de anfibios de la familia Megophryidae.

## Distribución geográfica
Es endémica de China y quizá en las zonas adyacentes del noroeste de Vietnam, el norte de Laos y el noreste de Birmania.

## Estado de conservación
Se encuentra amenazada por la pérdida de su hábitat natural.